# Heinz Müller-Hoppenworth
Heinz Müller-Hoppenworth (* 7. Februar 1907 in Berlin; † 28. Mai 1942 in Barwinkowo, Ukraine) war ein deutscher Verwaltungsjurist und Landrat.

## Leben
Müller-Hoppenworth wurde als Sohn eines Stadtbaumeisters geboren und studierte Rechtswissenschaften in Berlin. Während seines Studiums wurde er 1927 Mitglied der Burschenschaft Rugia Berlin. Zum 1. Juli 1928 trat er der NSDAP bei (Mitgliedsnummer 93.739). Er wurde Mitglied der SS (SS-Nummer 51.057) und 1939 zum SS-Obersturmführer befördert. Sein Referendariat machte er in Berlin. Er wurde zum Dr. iur. promoviert.
Müller-Hoppenworth wurde Regierungsrat. Er leitete als Landrat die Brandenburger Kreise Züllichau-Schwiebus (1936–1937) und Prenzlau (1938–1940). Er wechselte in das Reichsgau Wartheland als Landkommissar nach Wongrowitz/Eichenbrück und Znin/Dietfurt. Dort wirkte er auch als Landrat. Er nahm am Zweiten Weltkrieg ab 1941 teil, zuletzt als Leutnant der Reserve. Vor Stalingrad wurde er schwer verwundet.
Müller-Hoppenworth war Träger des Goldenen Parteiabzeichens der NSDAP.

## Veröffentlichungen
- Mit Wilhelm Behr: Der höhere Verwaltungsbeamte. Berlin 1938.
- Mit Heinrich Otto Meissner und Wilhelm Stäblein: Der Lehrer an höheren Schulen. Wissenschaftliches Lehramt. Berlin 1938.